# Christian Perez (Franse voetballer)
Christian Perez (Marseille, 13 mei 1963) is een voormalig profvoetballer uit Frankrijk, die speelde als aanvallende middenvelder gedurende zijn carrière. Hij kwam 22 keer uit voor het Franse elftal, en scoorde twee keer voor Les Bleus in de periode 1988-1992.

## Interlandcarrière
Perez nam met Frankrijk deel aan het EK voetbal 1992 in Zweden, waar de ploeg sneuvelde in de voorronde. Hij maakte zijn debuut op 19 november 1988 in de WK-kwalificatiewedstrijd tegen Joegoslavië (3-2) in Belgrado, net als verdediger Alain Roche. Hij vormde in dat duel – het eerste onder leiding van bondscoach Michel Platini – een aanvalslinie met Jean-Marc Ferreri, en moest na 68 minuten plaatsmaken voor Daniel Bravo.